# Nadżah al-Attar
Nadżah al-Attar (ur. 10 stycznia 1933 w Damaszku) – wiceprezydent Syrii od 2006, pierwsza w historii kraju kobieta na tym stanowisku.

## Życiorys
Jest sunnitką. W 1954 ukończyła studia na Uniwersytecie Damasceńskim. Naukę kontynuowała w Wielkiej Brytanii, gdzie w 1956 ukończyła studia islamistyczne, zaś w 1958 obroniła w Edynburgu doktorat z zakresu arabistyki.
W 1976 objęła, jako pierwsza w historii Syrii kobieta stanowisko ministra kultury w rządzie Abd ar-Rahmana Chulajfawiego i sprawowała je także w kolejnych gabinetach, do 2000.
W 2006 prezydent Baszszar al-Asad zdymisjonował z urzędów wiceprezydenckich dwóch polityków sprawujących je od 1986: Abd al-Halima Chaddama i Zuhajra Maszarikę. Na ich miejsce powołani zostali Faruk asz-Szara oraz Nadżah al-Attar. Została ona pierwszą w historii Syrii kobietą-wiceprezydentem i zarazem pierwszym na tym stanowisku politykiem bezpartyjnym od czasu objęcia władzy w kraju przez partię Baas. Nominację al-Attar interpretowano z jednej strony jako wyraz słabości rządzącej partii, z drugiej zaś – próbę przekonania do rządów al-Asada zamożnych sunnitów, którzy dotąd mu nie sprzyjali. Al-Attar była politykiem lojalnym wobec prezydenta i nie zbudowała większych niezależnych wpływów. W 2014, gdy Baszszar al-Asad wygrał po raz trzeci wybory prezydenckie, po raz kolejny mianował ją na urząd wiceprezydenta kraju.
Jej brat Isam był przywódcą syryjskiego oddziału Braci Muzułmańskich, w 2014 przebywał na emigracji w Niemczech.